# Chaetosphaeria decastyla
Chaetosphaeria decastyla är en svampart som tillhör divisionen sporsäcksvampar, och som först beskrevs av Cooke, och fick sitt nu gällande namn av Martina Réblová och W.Gams. Chaetosphaeria decastyla ingår i släktet Chaetosphaeria, och familjen Chaetosphaeriaceae. Arten är reproducerande i Sverige.